# 214 (szám)
A 214 (római számmal: CCXIV) egy természetes szám, félprím, a 2 és a 107 szorzata.

## A szám a matematikában
A tízes számrendszerbeli 214-es a kettes számrendszerben 11010110, a nyolcas számrendszerben 328, a tizenhatos számrendszerben D6 alakban írható fel.
A 214 páros szám, összetett szám, azon belül félprím, kanonikus alakban a 21 · 1071 szorzattal, normálalakban a 2,14 · 102 szorzattal írható fel. Négy osztója van a természetes számok halmazán, ezek növekvő sorrendben: 1, 2, 107 és 214.
A 214 négyzete 45 796, köbe 9 800 344, négyzetgyöke 14,62874, köbgyöke 5,98142, reciproka 0,0046729. A 214 egység sugarú kör kerülete 1344,60166 egység, területe 143 872,37716 területegység; a 214 egység sugarú gömb térfogata 41 051 585 térfogategység.
A 214 helyen az Euler-függvény helyettesítési értéke 106, a Möbius-függvényé 1, a Mertens-függvényé 0.